# Kurtya község
Kurtya község (románul: Comuna Curtea) község Temes megyében, Romániában. Központja Kurtya, beosztott falvai Homapatak, Kossó.

## Népessége
A 2011-es népszámlálás adatai alapján a község népessége 1193 fő volt.